# Église San Lorenzo in Panisperna
Pour les articles homonymes, voir Église San Lorenzo.
L'église San Lorenzo in Panisperna (en français : église Saint-Laurent-à-Panisperna) est une église romaine située dans le rione de Monti dans la via Panisperna. Elle est dédiée au diacre Laurent de Rome qui a été selon la tradition martyrisé sur ce site au IIIe siècle.

## Historique
L'origine du nom du lieu Panisperna provient de la distribution de pain et jambon (pani e perna ou prosciuto) aux pauvres par les Clarisses en ce lieu comme le fit Laurent de Rome à son époque. Au IXe siècle, le pape Formose aurait ordonné la construction d'une première église sur le site, qui, au tournant du millénaire est affectée aux moines bénédictins qui y adjoignirent alors un monastère. La première mention attestée de l'église remonte cependant à 1300 lors de la restauration de l'église par Boniface VIII. Au début du XIVe siècle, le monastère est cédé aux Clarisses sur la décision du cardinal Giacomo Colonna.
L'église actuelle est totalement reconstruite par le cardinal titulaire Guglielmo Sirleto de 1565 à 1574 sous les pontificats successifs de trois papes. Un important portique d'entrée est ajouté au XVIIe siècle et décoré en 1893-1894 par la volonté de Léon XIII qui devient l'évêque titulaire de San Lorenzo in Panisperna.
L'église abrite depuis 1517 le titre cardinalice de San Lorenzo in Panisperna.

## Architecture et décorations

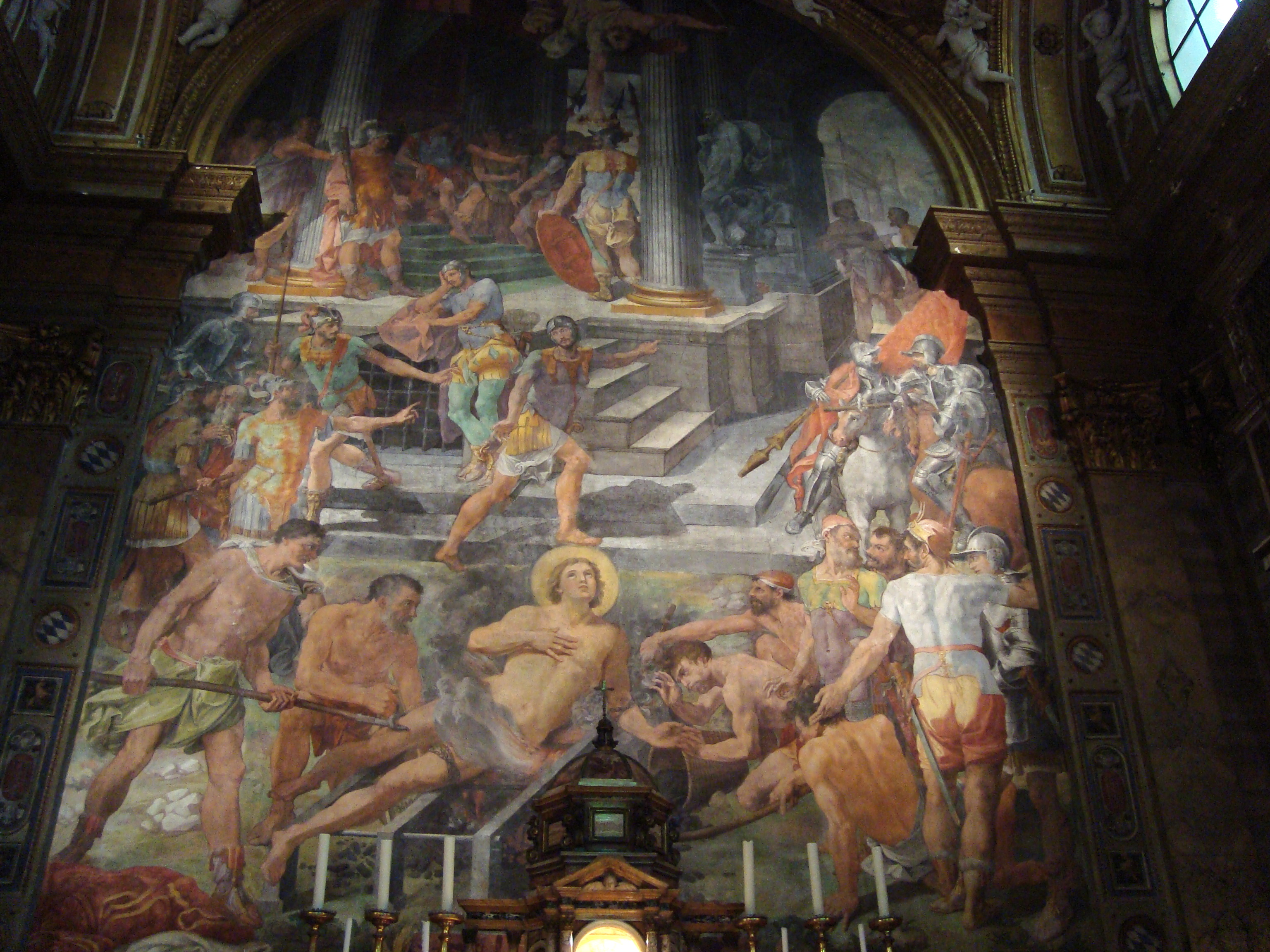
Martyre de Saint Laurent par Pasquale Cati (1589)

L'église, accessible par un escalier à double rampe, est à nef unique. L'abside possède une importante fresque représentant le Martyre de saint Laurent peinte par Pasquale Cati (en), élève de Michel-Ange, de 1585 à 1589. Cette fresque est la plus importante peinture murale romaine après celle de Michel-Ange du Jugement dernier de la chapelle Sixtine. Le plafond de l'abside est décoré de stucs dorés représentant Saint Laurent entre les Anges et les Saints (1757) attribués probablement à Nicola Cartoni. Le maître-autel et le tabernacle datent du XVIe siècle.
L'église possède trois chapelles par côté. Le côté sud héberge :
- La chapelle de sainte Claire avec une peinture de Antonio Nessi datant de 1756 et une fresque au plafond à la Gloire de saint Laurent par Antonio Bicchierai (sv)[2].
- La chapelle contenant les tombes des frères Crépin et Crépinien avec une peinture de Giovanni Francesco Romano.
- La chapelle de l'Immaculée Conception avec une toile de Giuseppe Ranucci.

Le côté nord accueille :
- La chapelle de saint François avec une peinture des Sigmates du saint par Niccolò Lapiccola.
- La chapelle de sainte Brigitte, où elle reposa dans un premier temps avant que ses restes soient transférés en Suède. Elle possède une peinture de Brigitte priant devant le crucifix par Giuseppe Montesanti datant de 1757.
- Une chapelle contenant un crucifix de l'école romaine du XVIIIe siècle

À la droite de l'église San Lorenzo in Panisperna subsistent quelques-unes des rares maisons à Rome datant du Moyen Âge.

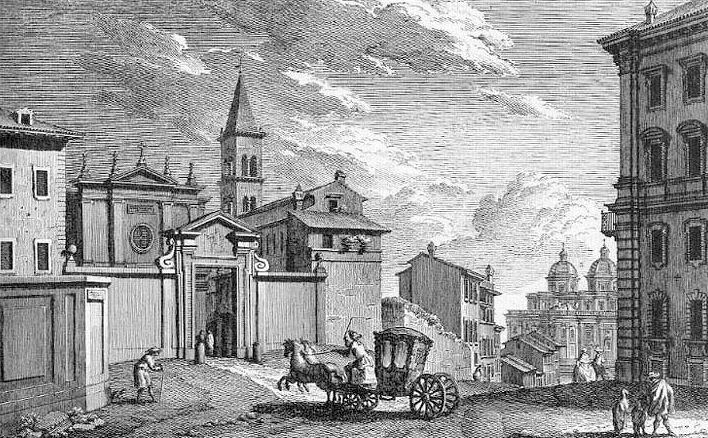
Gravure de l'église par Giuseppe Vasi (XVIIIe siècle).
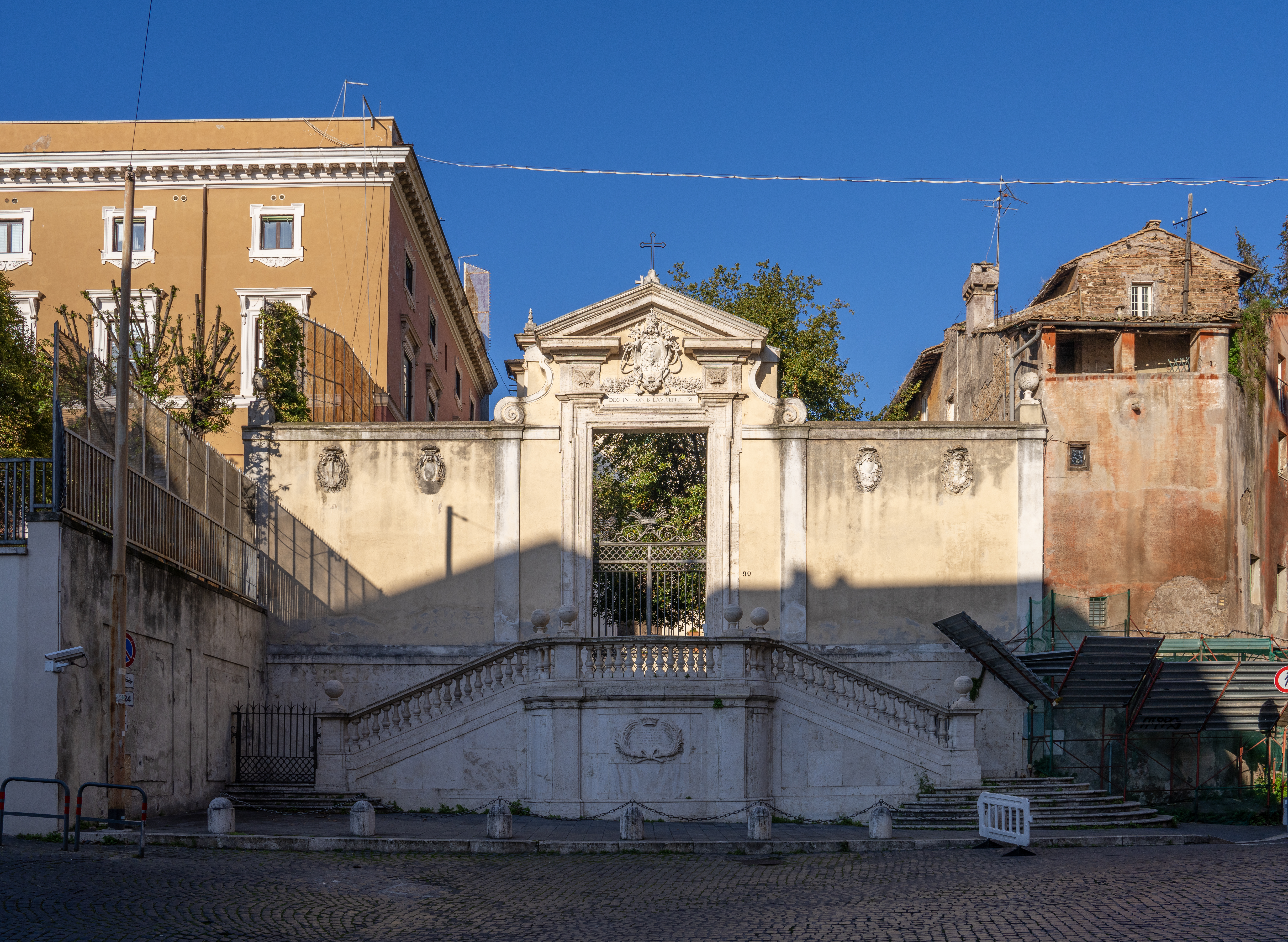
Portique d'entrée de l'église donnant sur la via panisperna.
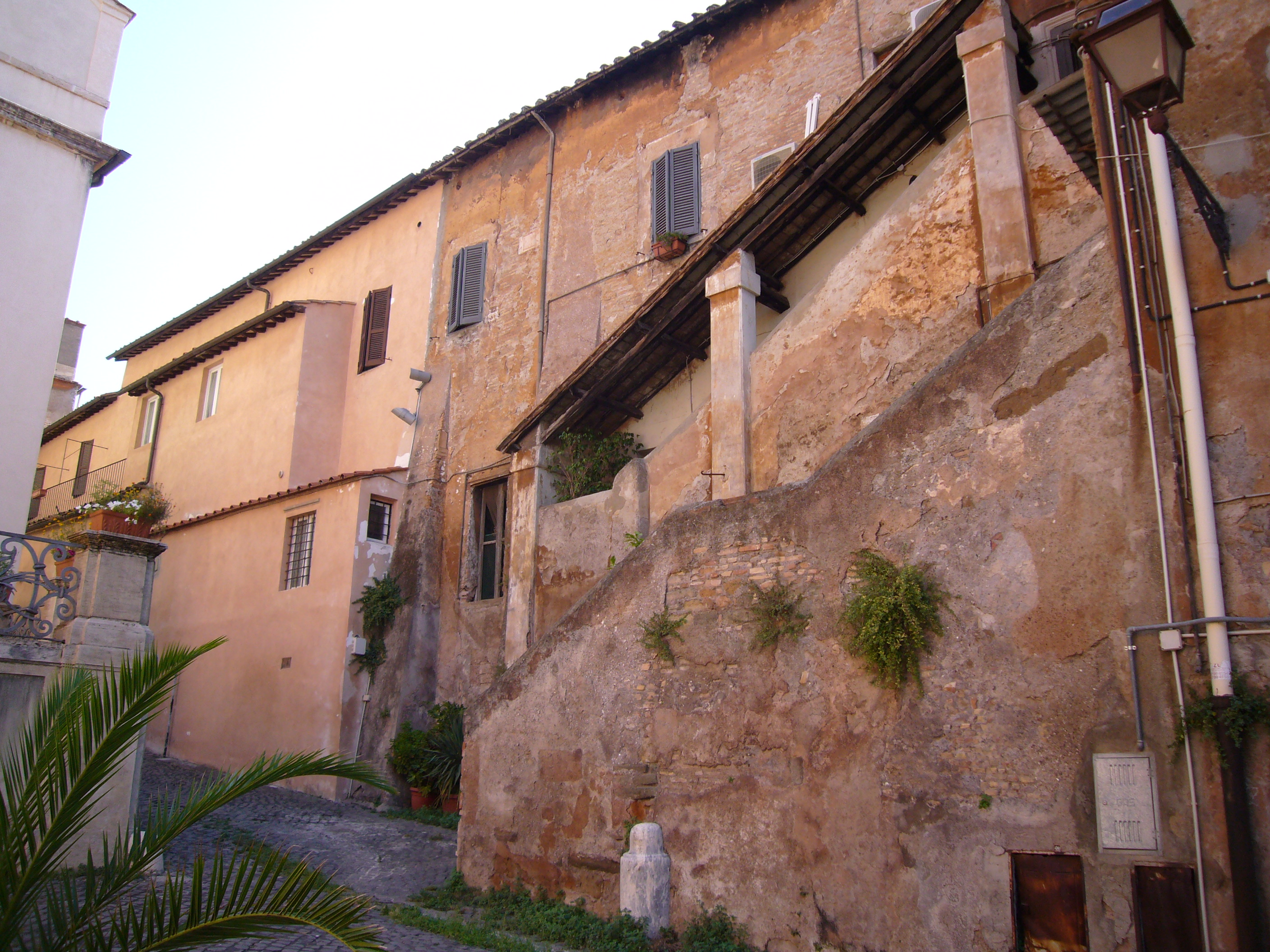
Les maisons médiévales attenantes.